# KEiiNO
KEiiNO egy norvég zenekar, a 2019-es Eurovíziós Dalfesztivál résztvevői. A döntőben a közönségszavazáson a legmagasabb pontszámot kapták, összesítésben a 6. helyen végeztek 331 ponttal.

## Az együttes története
A KEiiNO együttest 2018 késő nyarán hozták létre, amikor Tom Hugo és férje, Alex Olsson elkezdték megírni a Spirit in the Sky című dalt, amelyet az egyenlőségért folytatott történelmi küzdelmek inspirálták. Később csatlakoztak Fred Buljo rapperhez, valamint az Alexandra Rotan énekesnőhöz. A KEiiNO csoportnevet Buljo szülővárosa, Kautokeino (északi számiul : Guovdageaidnu) neve ihlette. Az együttes képviselte Norvégiát a 2019-es Eurovíziós Dalfesztiválon Tel-Avivban a Spirit in the Sky című dallal. A döntőben a 6. helyen végeztek 331 ponttal, megnyerve a közönségszavazást.
2021-ben és 2024-ben ismét részt vettek a Melodi Grand Prix-n, előbb a Monumenttel, utóbbi alkalommal a Damdiggida című dallal. Mind a két alkalommal a második helyen végeztek.

## Tagok
- Alexandra Rotan
- Tom Hugo
- Fred Buljo

## Diszkográfia

### OKTA:
- Megjelenés dátuma: 2020. május 15.
- Címke: Hugoworld AS
- Formátumok: Digitális letöltés , streaming

| Cím                                       | Év   | Csúcs diagram pozíciói | Csúcs diagram pozíciói | Csúcs diagram pozíciói | Csúcs diagram pozíciói | Csúcs diagram pozíciói | Csúcs diagram pozíciói | Csúcs diagram pozíciói | Csúcs diagram pozíciói | Csúcs diagram pozíciói | Album            |
| Cím                                       | Év   | NOR                    | AUT                    | BEL (FL) tipp          | IRE                    | NLD                    | SCO                    | SWE                    | SWI                    | Egyesült Királyság     | Album            |
| ----------------------------------------- | ---- | ---------------------- | ---------------------- | ---------------------- | ---------------------- | ---------------------- | ---------------------- | ---------------------- | ---------------------- | ---------------------- | ---------------- |
| " Spirit in the sky "                     | 2019 | 1                      | 61                     | 19                     | 84                     | 55                     | 7                      | 33                     | 7                      | 61                     | OKTA             |
| " Shallow "                               | 2019 | -                      | -                      | -                      | -                      | -                      | -                      | -                      | -                      | -                      | nincs az albumon |
| "Praying"                                 | 2019 | -                      | -                      | -                      | -                      | -                      | -                      | -                      | -                      | -                      | OKTA             |
| "Vill ha dig"                             | 2019 | -                      | -                      | -                      | -                      | -                      | -                      | -                      | -                      | -                      | nincs az albumon |
| "Dance in the smoke"                      | 2019 | -                      | -                      | -                      | -                      | -                      | -                      | -                      | -                      | -                      | OKTA             |
| „Colours”                                 | 2020 | -                      | -                      | -                      | -                      | -                      | -                      | -                      | -                      | -                      | OKTA             |
| "Black Leather" (Charlotte Qamaniq-tal)   | 2020 | -                      | -                      | -                      | -                      | -                      | -                      | -                      | -                      | -                      | OKTA             |
| "Would I Lie" (featuring Electric Fields) | 2020 | -                      | -                      | -                      | -                      | -                      | -                      | -                      | -                      | -                      | OKTA             |